# Rheumaptera relicta
Rheumaptera relicta là một loài bướm đêm trong họ Geometridae.